# Korsö (Brändö, Åland)
Korsö är en ö i Brändö kommun på Åland. Korsö har 20 invånare (2016).

## Befolkningsutveckling
| Befolkningsutvecklingen i Korsö 2000–2015 | Befolkningsutvecklingen i Korsö 2000–2015 | Befolkningsutvecklingen i Korsö 2000–2015 | Befolkningsutvecklingen i Korsö 2000–2015 | Befolkningsutvecklingen i Korsö 2000–2015 |
| ----------------------------------------- | ----------------------------------------- | ----------------------------------------- | ----------------------------------------- | ----------------------------------------- |
|                                           |                                           |                                           |                                           |                                           |
| År                                        |                                           |                                           | Folkmängd                                 |                                           |
| 2000                                      | 2000                                      |                                           | 26                                        |                                           |
| 2005                                      | 2005                                      |                                           | 21                                        |                                           |
| 2010                                      | 2010                                      |                                           | 20                                        |                                           |
| 2015                                      | 2015                                      |                                           | 22                                        |                                           |